# Oppo F1
Oppo F1 — це Android-смартфон виробництва Oppo Electronics, випущений у січні 2016 року.   Смартфон мав 133 міліметровий сенсорний екран. Гаджет був створений на операційній системі Android 5.1 Lollipop і підтримував флешкарти microSD для отримання додаткового сховища до 256 ГБ.     Це перший телефон серії F від Oppo. 

## Технічні характеристики

### Обладнання
Oppo F1 має 133-мм дисплей з роздільною здатністю 720x1280. Смартфон має 13-мегапіксельну основну камеру та 8-мегапіксельну селфі-камеру, а також функцію спалаху, яка підсвічує екран для освітлення фото. Телефон оснащений картою з 16 ГБ внутрішньої пам’яті, з 3 ГБ оперативної пам’яті та можливістю розширення пам’яті до 256 ГБ за допомогою флешкарти microSD. Також телефон працює на процесорі Snapdragon 616. Телефон має розмір 143,5 мм і важить 134 гм. 

### Програмне забезпечення
Oppo F1 працює на Android 5.1 (Lollipop) із ColorOS 2.1. 